# Colesburg
Colesburg – miasto w Stanach Zjednoczonych, w stanie Iowa, w hrabstwie Delaware.

## Demografia
W 2000 liczyło 412 mieszkańców. W 2023 liczba mieszkańców spadła do 383 osób, a gęstość zaludnienia poniżej 479 osób/km².